# 吉野川橋梁 (近鉄吉野線)

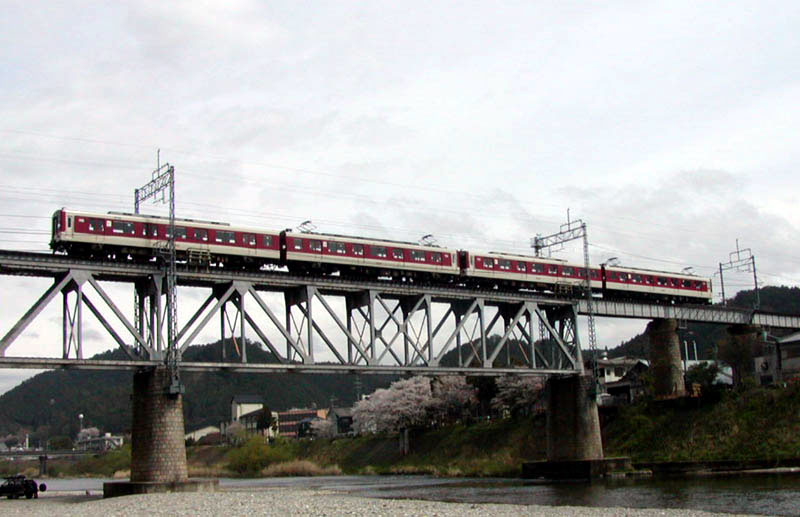
吉野川橋梁を渡る6400系。右岸下流河原より撮影

吉野川橋梁（よしのがわきょうりょう）は、奈良県吉野郡吉野町の吉野川（紀の川）に架かる鉄道橋である。

## 概要
近鉄吉野線の大和上市駅 - 吉野神宮駅間に位置する。
1928年（昭和3年）3月に吉野鉄道（現在の近鉄吉野線を建設した鉄道会社）が、六田駅（旧吉野駅）から吉野駅までの延伸にともない完成した。
- 両端は6連の単線上路プレートガーダー橋、本流部に3連の単線上路プラットトラス橋の構成である。
- 全長242.4m。

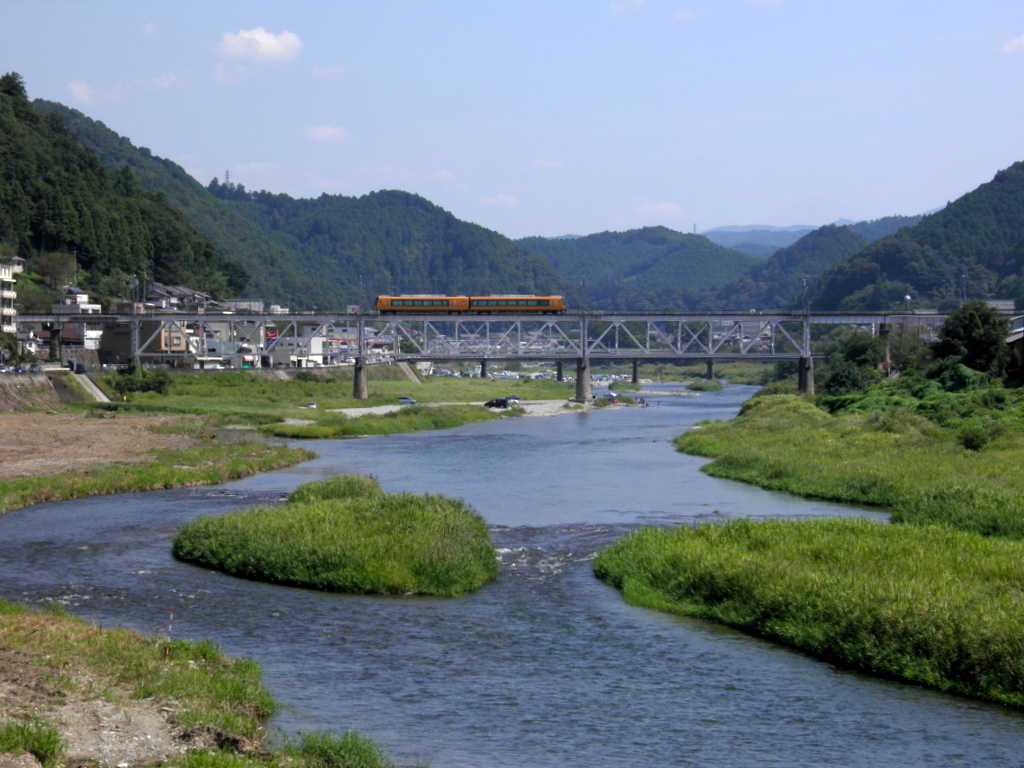
2010年9月撮影。吉野川橋梁を渡る16600系。下流吉野大橋より撮影
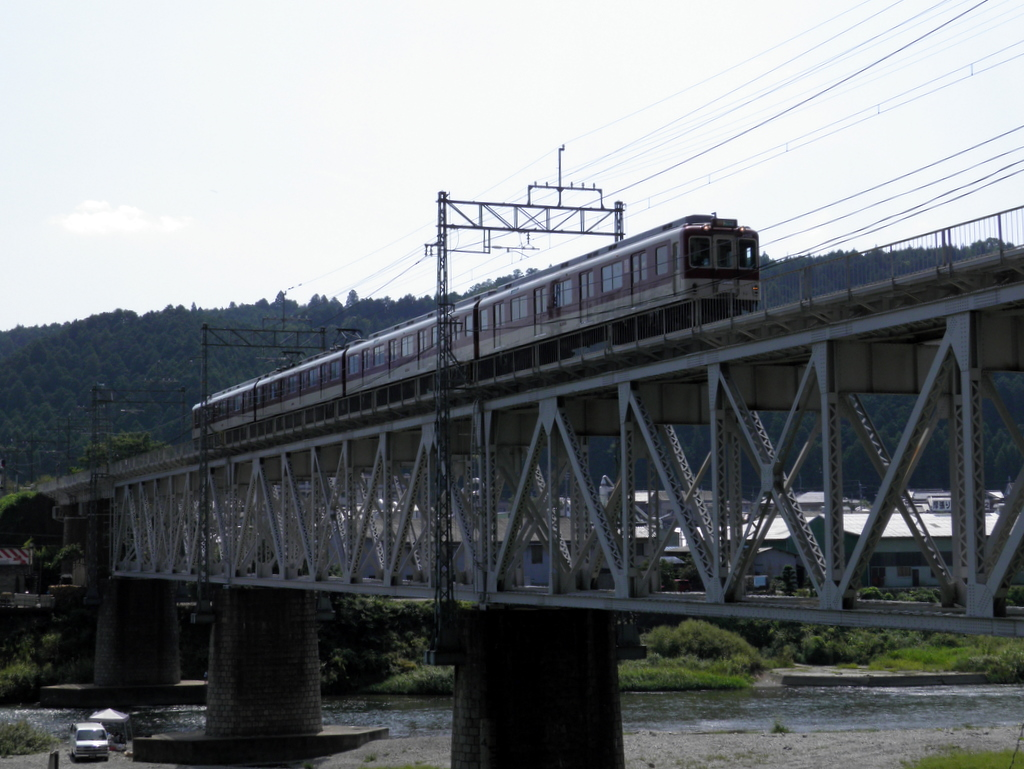
2010年9月撮影。吉野川橋梁を渡る6200系。右岸上流より撮影